# ده محمد شهرکی
ده محمد شهرکی، روستایی است از توابع بخش مرکزی شهرستان هیرمند در استان سیستان و بلوچستان ایران.

## جمعیت
این روستا در دهستان جهان‌آباد قرار داشته و براساس سرشماری سال ۱۳۸۵جمعیت آن ۲۰۲نفر (۴۶خانوار) بوده‌است.